# Best Kept Secret 2022
Best Kept Secret 2022 is de achtste editie van het driedaags muziekfestival Best Kept Secret dat sinds 2013 jaarlijks in het Noord-Brabantse Hilvarenbeek op het terrein van de Beekse Bergen wordt gehouden.

## Geschiedenis
Het festival wordt georganiseerd door boekingskantoor Friendly Fire en richt zich uitsluitend op muziek. In juni 2013 vond de eerste driedaagse editie plaats, dat met 15.000 bezoekers per dag was uitverkocht. De programmering bestaat uit enkele grote namen en veel nieuwere acts, voornamelijk op het gebied van indie, folk, hiphop en elektronische muziek. Het festivalterrein is na de corona-jaren, waarin er geen festival was, vernieuwd. The Lodge is een grote blokhut op het evenemententerrein, waar aan lange tafels door muzikale chefkoks maaltijden geserveerd worden. Maurits Westerik is voor het eerst festivaldirecteur. Het eten- en drinken werd als beste van alle Nederlandse festivals beoordeeld.
Het festival was genomineerd voor twee European Festival Awards en werd door de Vereniging Nederlandse Poppodia en -Festivals uitgeroepen tot beste festival van 2013.

## Headliners
- Vrijdag : alt-J en Jamie xx
- Zaterdag : The Strokes
- Zondag : Nick Cave & The Bad Seeds

## Overige artiesten
Fontaines D.C., Jessie Ware, Savages, King Gizzard & The Lizard Wizard, Tramhaus, Big Thief, Kikagaku Moyo, Porridge Radio, Genesis Owusu, Sampa The Great, Amenra, Metronomy, 2manydj's (live), Gustaf, Sigrid, DIIV, black midi, Froukje, St. Paul, Mura Masa, Wolf Alice, Sad Night Dynamite, Beach House, dEUS, L'Rain, Leon Bridges, Beach Bunny, Novastar, Pip Blom, 4B2M, Sky Ferreira, Automatic, Altın Gün, Nilüfer Yanya, Spellling, Jenny Beth, Future Husband, Merol, Just Mustard, Yin Yin, Meskerem Mees, Holly Humberstone, John Talabot, The Vices, Unschooling, Talk Show, Cero Ismael, Giant Rooks, Nagasaki Swim, Luz, Jensen Mcrae, Boy Pablo, Keiyaa, Sef & het El Salvador Ensemble, Wies, Sophie Straat, Mavis Staples, Elias Mazian, Faye Webster, Iceage, Yasmin Williams, Carista, Cassandra Jenkins + dj's.

## Samenwerking
Met het poppodium Muziekgieterij uit Maastricht en het muziekblad Heaven werden er tijdens BKS een aantal sessies van zowel gevestigde namen als jong talent, bestaande uit een kort optreden en een uitgebreid interview.

## Recensies
- De VPRO in 3voor12: De afsluitende show van Nick Cave and the Bad Seeds was een emotionele piek voor het festival, Fontaines D.C. solliciteerden naar headline-status, het Rotterdamse Tramhaus trashde de Casbah en voormalig Savages-frontvrouw Jehnny Beth domineerde BKS op haar lakleren hakken.[5]